# Искусство (1921)
«Искусство» ― литературно-художественный журнал, выходивший в Витебске на русском языке в 1921 году тиражом 500 экземпляров. Вышло 6 номеров.

## История издания
Журнал возник по инициативе Веры Ермолаевой — тогдашнего директора Витебского художественного училища, которое в 1921 году стало называться Высшими государственными художественно-техническими мастерскими.
Журнал являлся органом подотдела искусств отдела народного образования Витебского губисполкома и Союза работников искусств города Витебска. В 1922 год у объединён с журналом «Работник просвещения» и стал выходить под названием «Работник просвещения и искусства».

## Содержание журнала

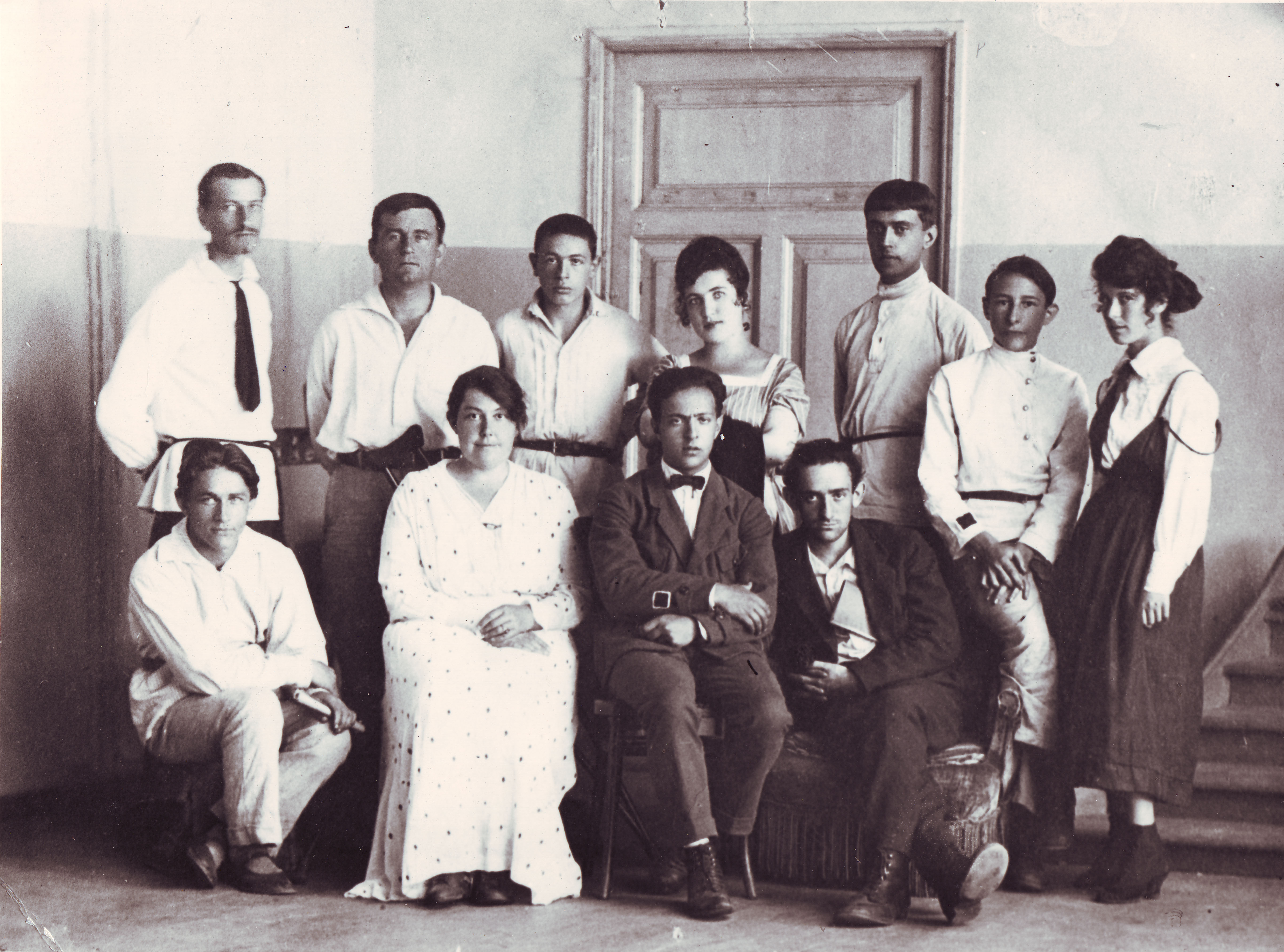
Витебские художники. 1922 год. В первом ряду Вера Ермолаева

Публиковались статьи и очерки о художественной, музыкальной и театральной жизни Витебска, о создании музеев («О музейном строительстве и витебском Музее современного искусства»), об археологических памятниках Витебщины («Заметки о составлении археологической карты Витебской губернии» В. Зянковича), тексты пьес, которые ставились в витебском Театре революционной сатиры, давались обзоры художественных выставок, печатались художественные и литературные манифесты манифесты и др. Так, например, первый номер открывал программный манифест Казимира Малевича «УНОВИС». Иногда тексты иллюстрировались репродукциями (кубофутуристические гравюры Веры Ермолаевой и др.). Среди авторов журнала ― М. Куни, Н. Малько, П. Медведев, М. Пустынин и другие.